# Alice Superiore
Alice Superiore est une ancienne commune de la ville métropolitaine de Turin dans la région Piémont en Italie. En 2019, elle intègre la nouvelle commune de Val di Chy.

## Géographie
Le village se trouve en  Val Chiusella, sur une colline.

## Administration
| Période                                  | Période  | Identité       | Étiquette    | Qualité |
| ---------------------------------------- | -------- | -------------- | ------------ | ------- |
| 13 juin 2004                             | En cours | Remo Minellono | lista civica |         |
| Les données manquantes sont à compléter. |          |                |              |         |

### Hameaux
Gauna

### Communes limitrophes
Trausella, Meugliano, Meugliano, Lessolo, Rueglio, Vico Canavese, Fiorano Canavese, Issiglio, Lugnacco, Pecco, Vistrorio